# Onías III

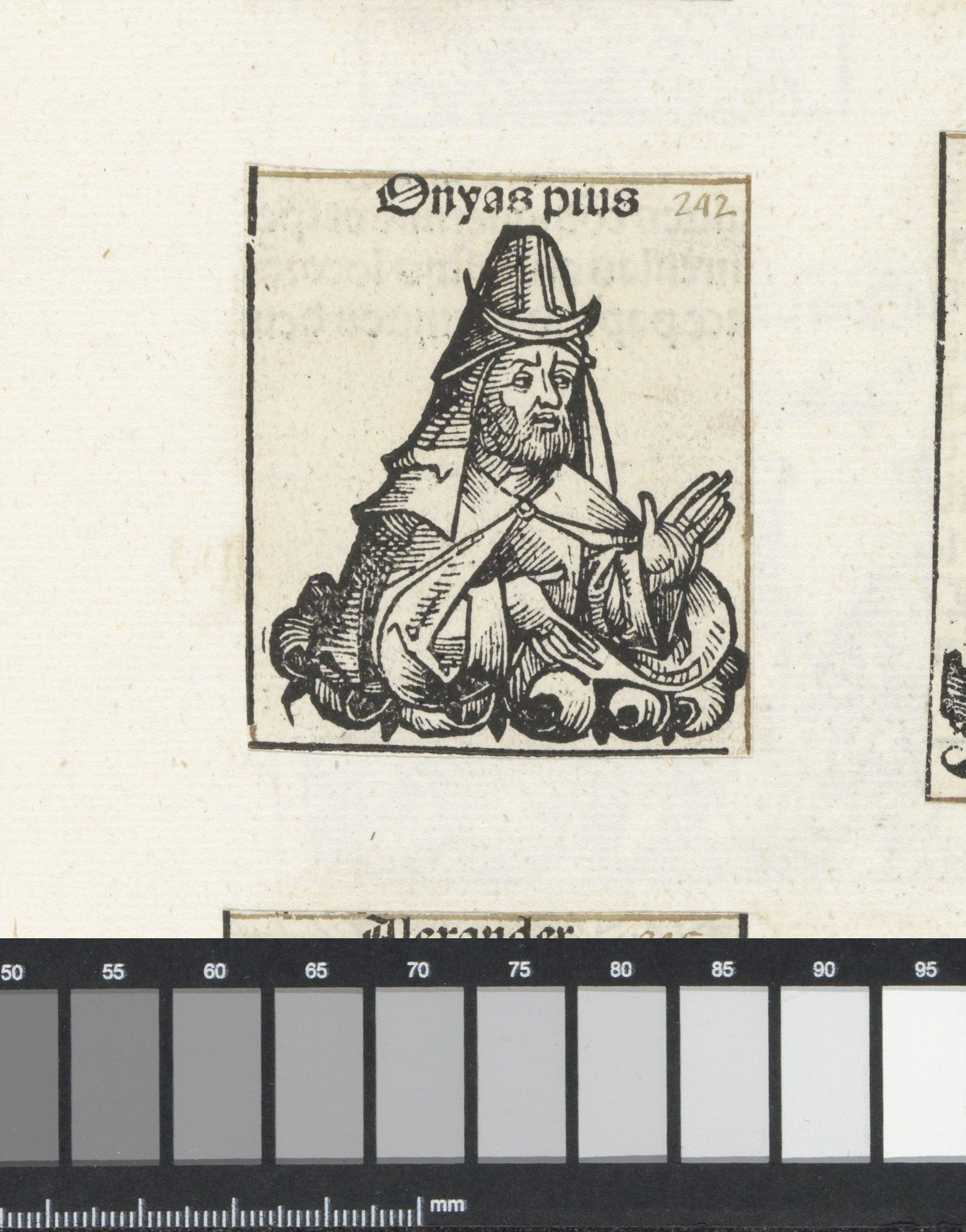
Onias III

Onías III, Sumo Sacerdote de Jerusalén 185-174 a. C. Hijo y sucesor de Simón II, ensalzado por la profecía de  Daniel como “Príncipe de la Alianza” (Dan. 11, 22), el cual sería destituido injustamente por Antíoco IV Epífanes en favor de su infiel hermano Jasón ( II Macabeos 4). Es descrito como un hombre piadoso que se opuso a la helenización de Judea al punto de morir martirizado.

## Situación política
El Imperio seléucida controlaba Jerusalén durante su mandato, y Seleuco IV Filopátor se mostraba amistoso con los judíos, sufragando los gastos de su santuario. Según Macabeos II, un oficial helenizado del Templo llamado Simón, miembro de la tribu de Benjamín, indujo a Seleuco, a saquear el Templo. El intento no tuvo éxito, y la corte nunca perdonó al sumo sacerdote. 
Cuando Antíoco IV Epifanes se convirtió en rey, Onías fue obligado a ceder el cargo a su hermano. Fue desposeído de su cargo en 175 a. C, merced a las intrigas de su hermano Jesús, que cambió su nombre por el griego Jasón, según Flavio Josefo, y le suplantó como Sumo Sacerdote con el beneplácito de Antíoco IV. Tras edificar un gimnasio y una efebía en Jerusalén, Jasón fue destituido hacia el 172 a. C. por Antíoco, que nombró en su lugar Menelao, hijo del administrador del Templo, Simón Bilgá, que no pertenecía al linaje de los sumos sacerdotes, descendientes de Aarón y Sadoc. Tuvo que refugiarse en Dafne, cerca de Antioquía, pero finalmente fue asesinado por orden de Menelao.
Él era, según Rowley, el Maestro de Justicia de algunos documentos de Qumrán, como el Documento de Damasco, el Pesher Habacuc, o el Pesher Salmos. Sus seguidores fundaron la secta de los Asideos ("piadosos", "justos"), que lucharon junto a los macabeos, de la que derivarían posteriormente los fariseos y esenios.